# Bolsward
Bolsward (en frisio, Boalsert) es una ciudad situada en el municipio de Súdwest-Fryslân, en la provincia de Frisia, Países Bajos. Tiene una población estimada, en 2022, de 10 100 habitantes.
Es una de las once ciudades de Frisia y hasta 2011 fue también capital del municipio de su nombre. 

## Historia
La ciudad fue fundada sobre tres montículos o colinas artificiales, de los que el más antiguo (donde se asienta la iglesia de San Martín) se construyó antes de la era cristiana. Del siglo XIII son los escasos restos conservados de la Broerenkerk, antigua iglesia del convento fundado por los franciscanos, abandonado en 1580 y víctima de un incendio en 1980. Felipe el Bueno otorgó a Bolsward los derechos de ciudad en 1455. Fue además una de las ciudades que integraron la Liga Hanseática. El edificio de su viejo ayuntamiento, construido entre 1614 y 1617 es un símbolo de la prosperidad de la ciudad en el siglo XVII, basada en las industrias textil y láctea, que entrarían en decadencia un siglo después.
Parte de la ciudad cuenta con protección histórico artística con numerosos monumentos nacionales, entre ellos la iglesia de San Martín, del siglo XV, y algunas casas de vivienda del casco antiguo.

## Personas destacadas
En Bolsward han nacido, entre otras figuras notables, el historiador y escritor Petrus Thaborita (1450-1527), los grabadores Boetius à Bolswert (hacia 1580-1633) y Schelte à Bolswert (hacia 1586-1659), el poeta e impulsor de la lengua frisona Gysbert Japicx (1603-1666) y el sacerdote carmelita y opositor al nazismo Titus Brandsma (1881-1942), ejecutado en el campo de concentración de Dachau.

## Eventos
La ciudad es centro de peregrinación, atraída por una imagen de la Virgen del siglo XIII conocida como Nuestra Señora de los Siete Bosques, conservada en la iglesia de San Francisco.
Bolsward es parte de las once ciudades de Frisia donde se celebra el Elfstedentocht, un maratón de patinaje sobre hielo. Este es un evento que depende del espesor del hielo.
Es también la ciudad desde donde parte y hacia donde llega la Vuelta Ciclista de las Once Ciudades (Fietselfstedentocht).